# Engelbert van Horne (1242)
Engelbert van Horne (ca. 1195 - ca. 1265) was een jongere zoon van Willem van Horne en Margaretha van Altena.
Na de dood van zijn oom Dirk II van Altena erfde Engelbert zijn bezittingen in de omgeving van Maarheeze. Engelbert liet daar het Kasteel Cranendonck bouwen tussen Maarheeze en Soerendonk. Hij verwierf de voogdij over de kerkelijke goederen te Budel van de abdij te Aken en wist deze rechten uit te breiden.
Hij was de stamvader van een zijtak van het geslacht Van Horne die Heer zou worden van Cranendonck en Eindhoven. Het wapen van Eindhoven toont dat van deze zijtak, namelijk drie witte hoorns op een rood veld. Engelberts zoon Willem I van Cranendonck was de eerste die zich Heer van Cranendunc noemde. Het geslacht werd daarom voortaan Van Cranendonck genoemd. Cranendonck en Eindhoven hebben de gehele verdere geschiedenis door dezelfde heren gehad.
Engelbert was getrouwd met Ermegard van Mierlo en ze kregen ten minste één zoon: Willem I van Cranendonck.
Bekende voorouders van Engelbert zijn:
- (1) Willem van Horne (ca. 1170 - ca. 1195)[bron?] en Helwigis van Altena[1]
  - (2) Engelbertus III van Horne en een dochter van ene Willem
    - (3) Engelbert II van Horne (ca. 1110 - voor 1160) en een dochter van Hendrik van Kessel
      - (4) Reginbaldus van Horne (ca. 1080 - voor 1140)
        - (5) Engelbertus van Hurnin (ca. 1045 - na 1102)

      - (4) Hendrik II van Kessel (ca. 1100 - 1144)

  - (2) Dirk III van Altena (ca. 1180-10 maart 1242), heer van Altena
    - (3) Boudewijn van Altena (ca. 1145 - 1200), deelnemer aan de derde Kruistocht, en Margaretha van Bornem van Gent
      - (4) Dirk I van Altena (ca. 1120 - na 1189) en Mathilde
        - (5) Adela Berthouts en haar man, ouders van Dirk
          - (6) Wouter I Berthout

      - (4) Steppo van Viggezele van Bornem, heer van Viggezele, Bornem, burggraaf van Gent, voogd van Temse, en Aleidis van Gent (ca. 1110 - voor 1154), erfdochter van Gent, weduwe van Hugo van Encre
        - (5) Seger I van Gent (ca. 1090 - 1122)
          - (6) Wenemar I van Gent (ca. 1065 - na 1117) en Gisele van Guines (ca. 1070 - ca. 1140), erfdochter van Guines
            - (7) Lambert II van Gent en Geyla
              - (8) Volkaard I van Gent
                - (9) Lambert I van Gent
                  - (10) Wenemar van Gent

            - (7) Boudewijn I van Guînes en Adelheid van Holland (ca. 1040 - 1085)

Bekende voorouders van Ermegard zijn:
- (1) Hendrik I van Mierlo (ca. 1195 - voor 1256) en Heilwig
  - (2) Roelof van Rode (van Myerle) (ca. 1160 - voor 1220) en Didradis Hendriks van Rixtel
    - (3) Arnold III van Rode (ca. 1125 - na 1180) en een dochter van Tilborgh
      - (4) Gijsbert I van Rode
        - (5) Arnold I van Rode (ca. 1060 - na 1116)

    - (3) Henrick van Rixtel en een dochter van Herbert van Heeze
      - (4) Didradis van Rixtel, moeder van Henrick, bekend van een schenking
      - (4) Herbert I van Heeze (ca. 1105 - na 1173)
        - (5) Reinard I van Millen
          - (6) Herbert I van Millen

1. ↑  Klaversma, De geslachten van Altena en Horne tot ca. 1300. Geraadpleegd op 9 maart 2022.